# Никола Стефанов (учител)
Вижте пояснителната страница за други личности с името Никола Стефанов.
Никола Стефанов е български просветен деец, учител, народен представител и организатор на Габровското въстание от 1862 година. Първи въвежда гимнастиката като учебен предмет

## Биография
Роден е в село Съботковци, Габровско, през 1813 или 1816 година.
Съратник е на Георги Раковски и организатор на Габровското въстание от 1862 година, водач на габровските отряди в Хаджиставревата буна.
Учител е по френски и гръцки език първо в родното си село, а после и в Априловската гимназия, на която през 1862 година е и заместник-директор.
По време на Руско-турската война (1877 – 1878) е преводач на генерал Аркадий Столипин.